# Hilaire Van der Schueren
Hilaire Van der Schueren, né le 22 janvier 1948, est un directeur sportif d'équipes cyclistes belge.

## Biographie
Hilaire Van der Schueren commence sa carrière de directeur sportif en 1985, dans l'équipe Kwantum Hallen, aux côtés de Jan Raas. Cette équipe s'appelle ensuite Superconfex (1987-1989), Buckler (1990-1992), Wordperfect (1993-1994) et Novell (1995). Elle devient Rabobank en 1996, année où Hilaire Van der Schueren prend la direction de l'équipe belge Collstrop. Celle-ci s'appelle ensuite Palmans-Collstrop (2002-2003), puis MrBookmaker.com (2004-2005), Unibet.com (2006-2007) et Cycles Collstrop (2008). À la disparition de cette équipe, Van der Schueren rejoint l'équipe néerlandaise Vacansoleil. Celle-ci disparaît à son tour en fin d'année 2013. Avec plusieurs coureurs de Vacansoleil, dont Björn Leukemans, il est engagé par l'équipe belge Wanty-Groupe Gobert,. En fin d'année 2023, il quitte cette formation, renommée Intermarché-Circus-Wanty, pour prendre sa retraite.
Contrairement à la plupart des directeurs sportifs, Hilaire Van der Schueren n'a pas été cycliste professionnel. Il possède un élevage de bovins en Flandre-Orientale.